# Doris Fischl
Doris Fischl is een Duits sportbestuurster.

## Levensloop
Fischl studeerde aan de Heriot-Watt University te Edinburgh.
In april 2022 volgde ze haar landgenoot Alexander Ratner op als secretaris-generaal van de European Shooting Confederation (ESC). Hieraan voorafgaand was ze sinds september 2011 werkzaam op het secretariaat van de International Shooting Sport Federation (ISSF).